# Cinnamodendron
Cinnamodendron é um género de plantas com flor pertencente à família Canellaceae, com distribuição natural na América do Sul e nas Caraíbas, que agrupa 10 espécies.

## Descrição
Cinnamodendron é um género de plantas da família Canellaceae que agrupa 10 espécies validamente descritas.
Os membros deste género caracterizam-se por flores com 6-10 pétalas. Estames 6-10. Carpelos 2-4(-6). Folhas elípticas a obovadas. Frutos maduros até 2 cm de comprimento.

## Taxonomia
O género foi descrito por Stephan Ladislaus Endlicher e publicado em Genera Plantarum 1029, 1840. A espécie tipo é Cinnamodendron axillare (Nees) Endl. ex Walp.	
O género Cinnamodendron inclui as seguintes espécies:
1. Cinnamodendron angustifolium - Massif de la Hotte
2. Cinnamodendron axillare - Rio de Janeiro
3. Cinnamodendron corticosum - Jamaica
4. Cinnamodendron cubense - Cuba
5. Cinnamodendron dinisii - Sul do Brasil
6. Cinnamodendron ekmanii - República Dominicana
7. Cinnamodendron occhionianum - São Paulo
8. Cinnamodendron sampaioanum - Rio de Janeiro
9. Cinnamodendron tenuifolium - Suriname
10. Cinnamodendron venezuelense - Monagas